# Sokol Brno I

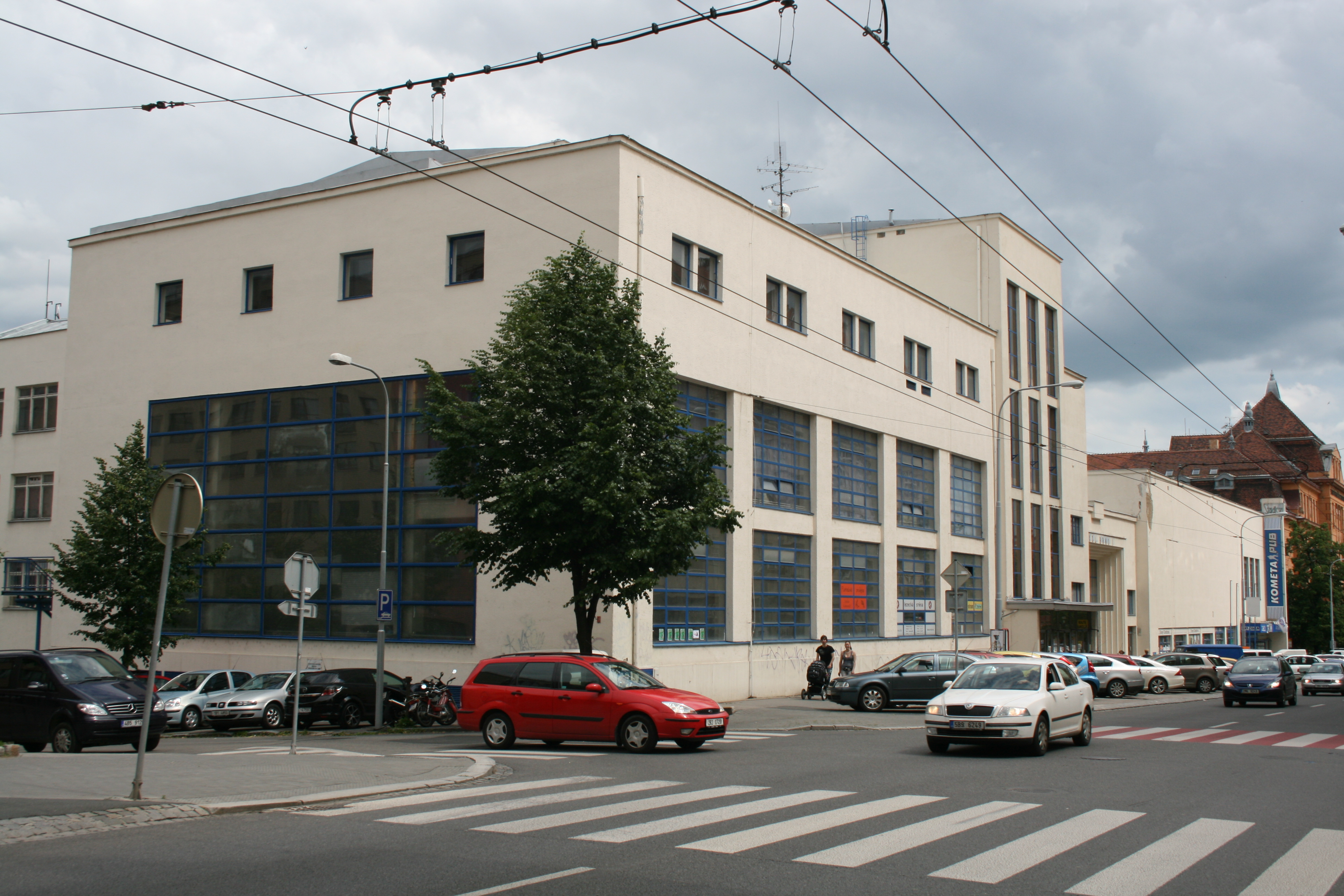
Stadion na Kounicově ulici v Brně

Sokol Brno I je brněnská sokolská jednota sídlící na stadionu v Kounicově ulici. Založen byl v roce 1862.
Na Letních olympijských hrách 2016 jednotu reprezentovali gymnasta David Jessen a šermíř Alexander Choupenitch. Na Letních olympijských hrách 2024 reprezentoval opět Alexander Choupenitch a gymnastka Soňa Artamonová.
Pod Sokol Brno I v minulosti také patřil dnešní basketbalový klub BC Brno. Kromě sportu byla jednota aktivní i v kultuře, např. od roku 2014 fungoval Symfonický orchestr Sokola Brno I, první hudební uskupení v sokolské historii, které se zaměřovalo na klasickou hudbu. Dirigentem orchestru byl Joel Hána.
Starostou jednoty je Martin Vlk, místostarosta je Marcel Štelcl.

## Florbalový oddíl
Pod jednotu patří florbalový klub Sokol Brno I EMKOCase Gullivers.
Tým mužů hraje od sezóny 2019/2020 druhou nejvyšší soutěž, 1. ligu. Nejlepšího výsledku dosáhl ve třech sezónách 2021/2022 až 2023/2024, kdy postoupil do čtvrtfinále play-off.
Tým žen hraje od sezóny 2024/2025 druhou nejvyšší soutěž, 1. ligu. Hned v tomto prvním ročníku postoupil do čtvrtfinále play-off.
Klub spolupracuje s oddíly Florbal Židenice a Troopers v rámci organizace Brněnská florbalová akademie.

### Sezóny mužů
| Sezóna    | Úroveň | Soutěž       | Umístění | Poznámka                                                                    |
| --------- | ------ | ------------ | -------- | --------------------------------------------------------------------------- |
| 2013/2014 | 3      | 2. liga      |          | Postup do nově vytvořené Národní ligy                                       |
| 2014/2015 | 3      | Národní liga |          | Vypadnutí ve čtvrtfinále play-off proti Florbal Torpedo Havířov             |
| 2015/2016 | 3      | Národní liga |          | Vypadnutí v semifinále play-off proti S.K. P.E.M.A. Opava                   |
| 2016/2017 | 3      | Národní liga |          | Vypadnutí v semifinále play-off proti Z.F.K. Petrovice                      |
| 2017/2018 | 3      | Národní liga |          | Vypadnutí v semifinále play-off proti 1. FBK Rožnov p/R                     |
| 2018/2019 | 3      | Národní liga |          | Vítězství ve finále play-off proti 1. FBK Rožnov p/R – Postup do vyšší ligy |
| 2019/2020 | 2      | 1. liga      | 11.      | Sezóna ukončena před zahájením play-down proti Z.F.K. AQM Petrovice         |
| 2020/2021 | 2      | 1. liga      | 3.       | Sezóna ukončena po neúplných sedmi odehraných kolech základní části         |
| 2021/2022 | 2      | 1. liga      | 7.       | Vypadnutí ve čtvrtfinále play-off proti TJ Znojmo LAUFEN CZ                 |
| 2022/2023 | 2      | 1. liga      | 8.       | Vypadnutí ve čtvrtfinále play-off proti Butchis                             |
| 2023/2024 | 2      | 1. liga      | 7.       | Vypadnutí ve čtvrtfinále play-off proti Kanonýři Kladno                     |
| 2024/2025 | 2      | 1. liga      | 11.      | Výhra v baráži proti FAT PIPE Start98                                       |

### Sezóny žen
| Sezóna    | Úroveň | Soutěž  | Umístění | Poznámka                                                    |
| --------- | ------ | ------- | -------- | ----------------------------------------------------------- |
| 2024/2025 | 2      | 1. liga |          | Vypadnutí ve čtvrtfinále play-off proti FBC VHST Kutná Hora |

### Známí odchovanci
- Tom Ondrušek